# Trichosteleum nepalense
Trichosteleum nepalense là một loài Rêu trong họ Sematophyllaceae. Loài này được (Schwägr.) A. Jaeger miêu tả khoa học đầu tiên năm 1878.